# Seven Sisters (Donegal)
Seven Sisters (ir. Na Seacht Deirfiúracha) – łańcuch górski w hrabstwie Donegal, jest częścią  masywu górskiego Derryveagh. Seven Sisters ułożone w kolejności (z południowego zachodu na północny wschód):
- Errigal (751 m n.p.m.)
- Mackoght a.k.a. Wee Errigal (555 m n.p.m.)
- Aghla More (584 m n.p.m.)
- Ardloughnabrackbaddy (603 m n.p.m.)
- Aghla Beg (564 m n.p.m.)
- Crocknalaragagh (471 m n.p.m.)
- Muckish (666 m n.p.m.)